# Slatina, Loveci
Slatina (în bulgară Слатина) este un sat în comuna Loveci, regiunea Loveci,  Bulgaria. 

## Demografie
Componența etnică a satului Slatina
     Turci (2,44%)
     Bulgari (68,63%)
     Nicio identificare (28,92%)
     Altele (0%)
La recensământul din 2011, populația satului Slatina era de 778 locuitori. Din punct de vedere etnic, majoritatea locuitorilor (68,63%) erau bulgari, cu o minoritate de turci (2,44%). Pentru 28,92% din locuitori nu este cunoscută apartenența etnică.